# Raoul Gunsbourg
Raoul Gunsbourg (ur. 25 grudnia 1859 w Bukareszcie, zm. 31 maja 1955 w Monte Carlo) – francuski impresario operowy i kompozytor pochodzenia rumuńskiego.

## Życiorys
Na początku kariery przez krótki czas działał w Petersburgu, następnie był dyrektorem Grand Théâtre w Lille (1888–1889) i opery w Nicei (1889–1891). Od 1893 do 1950 roku kierował operą w Monte Carlo. Pod jego kierownictwem scena ta stała się jednym z czołowych teatrów operowych świata, Gunsbourg podniósł jej poziom artystyczny, angażując czołowych śpiewaków i wystawiając kilkadziesiąt dzieł operowych takich autorów jak César Franck, Georges Bizet, Arthur Honegger, Pietro Mascagni, Camille Saint-Saëns, Giacomo Puccini czy Maurice Ravel. W 1893 roku dokonał prapremierowego przedstawienia scenicznej wersji Potępienia Fausta Hectora Berlioza.
Skomponował kilka oper o drugorzędnym znaczeniu, m.in. Le vieil aigle według opowiadania Maksima Gorkiego (wyst. Monte Carlo 1909).